# Équipe de Bosnie-Herzégovine de football à la Coupe du monde 2014
Cet article relate le parcours de l'équipe de Bosnie-Herzégovine de football lors de la Coupe du monde de football 2014 organisée au Brésil du 12 juin au 13 juillet 2014.

## Effectif
Voici la liste définitive des 23 joueurs bosniens.
| Numéro / Nom       | Numéro / Nom       | Club                | Date de naissance | J.              | Buts            |                 |                 |                 |
| Gardiens de but    | Gardiens de but    | Gardiens de but     | Gardiens de but   | Gardiens de but | Gardiens de but | Gardiens de but | Gardiens de but | Gardiens de but |
| ------------------ | ------------------ | ------------------- | ----------------- | --------------- | --------------- | --------------- | --------------- | --------------- |
| 1                  | Asmir Begović      | Stoke City          | 20.06.1987        | 3               | 0               | 0               | 0               | 0               |
| 22                 | Asmir Avdukić      | Borac Banja Luka    | 13.05.1981        | 0               | 0               | 0               | 0               | 0               |
| 12                 | Jasmin Fejzić      | VfR Aalen           | 15.05.1986        | 0               | 0               | 0               | 0               | 0               |
| Défenseurs         |                    |                     |                   |                 |                 |                 |                 |                 |
| 4                  | Emir Spahić        | Bayer Leverkusen    | 18.08.1980        | 3               | 0               | 1               | 0               | 0               |
| 13                 | Mensur Mujdža      | SC Fribourg         | 28.03.1984        | 2               | 0               | 0               | 0               | 0               |
| 2                  | Avdija Vršajević   | Hajduk Split        | 06.03.1986        | 1               | 1               | 0               | 0               | 0               |
| 6                  | Ognjen Vranješ     | Elazığspor          | 24.10.1989        | 1               | 0               | 0               | 0               | 0               |
| 3                  | Ermin Bičakčić     | Eintracht Brunswick | 24.01.1990        | 1               | 0               | 0               | 0               | 0               |
| 15                 | Toni Šunjić        | Zarya Louhansk      | 15.12.1988        | 2               | 0               | 0               | 0               | 0               |
| 5                  | Sead Kolašinac     | Schalke 04          | 20.06.1993        | 2               | 0               | 0               | 0               | 0               |
| Milieux de terrain |                    |                     |                   |                 |                 |                 |                 |                 |
| 10                 | Zvjezdan Misimović | Guizhou Renhe       | 05.06.1982        | 2               | 0               | 0               | 0               | 0               |
| 8                  | Miralem Pjanić     | AS Rome             | 02.04.1990        | 3               | 1               | 0               | 0               | 0               |
| 17                 | Senijad Ibričić    | Kayseri Erciyesspor | 26.09.1985        | 0               | 0               | 0               | 0               | 0               |
| 23                 | Sejad Salihović    | 1899 Hoffenheim     | 08.10.1984        | 2               | 0               | 0               | 0               | 0               |
| 18                 | Haris Medunjanin   | Gaziantepspor       | 08.03.1985        | 2               | 0               | 1               | 0               | 0               |
| 16                 | Senad Lulić        | Lazio               | 18.01.1986        | 2               | 0               | 0               | 0               | 0               |
| 7                  | Muhamed Bešić      | Ferencváros         | 10.09.1992        | 3               | 0               | 1               | 0               | 0               |
| 20                 | Anel Hadžić        | Sturm Graz          | 16.08.1989        | 1               | 0               | 0               | 0               | 0               |
| 14                 | Izet Hajrović      | Galatasaray         | 04.08.1991        | 2               | 0               | 0               | 0               | 0               |
| 21                 | Tino-Sven Sušić    | Hajduk Split        | 13.02.1992        | 2               | 0               | 0               | 0               | 0               |
| Attaquants         |                    |                     |                   |                 |                 |                 |                 |                 |
| 11                 | Edin Džeko         | Manchester City     | 17.03.1986        | 3               | 1               | 0               | 0               | 0               |
| 9                  | Vedad Ibišević     | VfB Stuttgart       | 06.08.1984        | 3               | 1               | 0               | 0               | 0               |
| 19                 | Edin Višća         | İstanbul BB         | 17.02.1990        | 2               | 0               | 0               | 0               | 0               |
| Sélectionneur      |                    |                     |                   |                 |                 |                 |                 |                 |
|                    | Safet Sušić        |                     | 13.04.1955        |                 |                 |                 |                 |                 |

## Coupe du monde

### Premier tour - Groupe F
|   | Équipe             | Pts | J | G | N | P | Bp | Bc | Diff |
| 1 | Argentine          | 9   | 3 | 3 | 0 | 0 | 6  | 3  | 3    |
| 2 | Nigeria            | 4   | 3 | 1 | 1 | 1 | 3  | 3  | 0    |
| 3 | Bosnie-Herzégovine | 3   | 3 | 1 | 0 | 2 | 4  | 4  | 0    |
| 4 | Iran               | 1   | 3 | 0 | 1 | 2 | 1  | 4  | -3   |

| J 1 | 15 juin 2014 | Argentine          | 2 - 1 | Bosnie-Herzégovine |
| J 1 | 16 juin 2014 | Iran               | 0 - 0 | Nigeria            |
| J 2 | 21 juin 2014 | Argentine          | 1 - 0 | Iran               |
| J 2 | 21 juin 2014 | Nigeria            | 1 - 0 | Bosnie-Herzégovine |
| J 3 | 25 juin 2014 | Nigeria            | 2 - 3 | Argentine          |
| J 3 | 25 juin 2014 | Bosnie-Herzégovine | 3 - 1 | Iran               |

#### Argentine - Bosnie-Herzégovine
| Match 11                                                 | Argentine                                  | 2 - 1   | Bosnie-Herzégovine | Stade Maracanã, Rio de Janeiro                                      |                                                                     |
| 15 juin 2014 · 19:00 (UTC-3) · Historique des rencontres | Sead Kolašinac 3e (csc) · Lionel Messi 65e | (1 - 0) | 85e Vedad Ibišević | Spectateurs : 74 738 · Arbitrage : Joel Aguilar · Photos du match · | Spectateurs : 74 738 · Arbitrage : Joel Aguilar · Photos du match · |
| 15 juin 2014 · 19:00 (UTC-3) · Historique des rencontres | Rapport                                    |         |                    | Spectateurs : 74 738 · Arbitrage : Joel Aguilar · Photos du match · | Spectateurs : 74 738 · Arbitrage : Joel Aguilar · Photos du match · |

| Argentine | Bosnie-Herzégovine |

| ARGENTINE :       |    |                    |  |     |     |
|                   |    |                    |  |     |     |
| Gardien de but    | 1  | Sergio Romero      |  |     |     |
|                   | 2  | Ezequiel Garay     |  |     |     |
|                   | 3  | Hugo Campagnaro    |  | 46e |     |
|                   | 4  | Pablo Zabaleta     |  |     |     |
|                   | 7  | Ángel Di María     |  |     |     |
|                   | 10 | Lionel Messi       |  |     |     |
|                   | 11 | Maxi Rodríguez     |  | 46e |     |
|                   | 14 | Javier Mascherano  |  |     |     |
|                   | 16 | Marcos Rojo        |  |     | 25e |
|                   | 17 | Federico Fernández |  |     |     |
|                   | 20 | Sergio Agüero      |  | 87e |     |
| Remplaçants :     |    |                    |  |     |     |
|                   | 9  | Gonzalo Higuaín    |  | 46e |     |
|                   | 5  | Fernando Gago      |  | 46e |     |
|                   | 6  | Lucas Biglia       |  | 87e |     |
| Sélectionneur :   |    |                    |  |     |     |
| Alejandro Sabella |    |                    |  |     |     |

| BOSNIE-HERZÉGOVINE : |    |                    |  |     |     |
|                      |    |                    |  |     |     |
| Gardien de but       | 1  | Asmir Begović      |  |     |     |
|                      | 3  | Ermin Bičakčić     |  |     |     |
|                      | 4  | Emir Spahić        |  |     | 63e |
|                      | 5  | Sead Kolašinac     |  |     |     |
|                      | 7  | Muhamed Bešić      |  |     |     |
|                      | 8  | Miralem Pjanić     |  |     |     |
|                      | 10 | Zvjezdan Misimović |  | 74e |     |
|                      | 11 | Edin Džeko         |  |     |     |
|                      | 13 | Mensur Mujdža      |  | 69e |     |
|                      | 16 | Senad Lulić        |  |     |     |
|                      | 20 | Izet Hajrović      |  | 71e |     |
| Remplaçants :        |    |                    |  |     |     |
|                      | 9  | Vedad Ibišević     |  | 69e |     |
|                      | 19 | Edin Višća         |  | 71e |     |
|                      | 18 | Haris Medunjanin   |  | 74e |     |
| Sélectionneur :      |    |                    |  |     |     |
| Safet Sušić          |    |                    |  |     |     |

| Assistants : William Torres Juan Zumba Quatrième arbitre : Djamel Haimoudi Cinquième arbitre : Abdelhalk Etchiali Homme du Match : Lionel Messi |

#### Nigeria - Bosnie-Herzégovine
| Match 28                                                 | Nigeria              | 1 - 0   | Bosnie-Herzégovine | Arena Pantanal, Cuiabá                                               |                                                                      |
| 21 juin 2014 · 18:00 (UTC-3) · Historique des rencontres | Peter Odemwingie 29e | (1 - 0) |                    | Spectateurs : 40 499 · Arbitrage : Peter O'Leary · Photos du match · | Spectateurs : 40 499 · Arbitrage : Peter O'Leary · Photos du match · |
| 21 juin 2014 · 18:00 (UTC-3) · Historique des rencontres | Rapport              |         |                    | Spectateurs : 40 499 · Arbitrage : Peter O'Leary · Photos du match · | Spectateurs : 40 499 · Arbitrage : Peter O'Leary · Photos du match · |

| Nigerie | Bosnie-Herzégovine |

| NIGERIA :       |    |                  |  |     |     |
|                 |    |                  |  |     |     |
| Gardien de but  | 1  | Vincent Enyeama  |  |     |     |
|                 | 2  | Joseph Yobo      |  |     |     |
|                 | 5  | Efe Ambrose      |  |     |     |
|                 | 7  | Ahmed Musa       |  | 65e |     |
|                 | 8  | Peter Odemwingie |  |     |     |
|                 | 9  | Emmanuel Emenike |  |     |     |
|                 | 10 | John Obi Mikel   |  |     | 81e |
|                 | 13 | Juwon Oshaniwa   |  |     |     |
|                 | 17 | Ogenyi Onazi     |  |     |     |
|                 | 18 | Michel Babatunde |  | 75e |     |
|                 | 22 | Kenneth Omeruo   |  |     |     |
| Remplaçants :   |    |                  |  |     |     |
|                 | 23 | Shola Ameobi     |  | 65e |     |
|                 | 3  | Ejike Uzoenyi    |  | 75e |     |
| Sélectionneur : |    |                  |  |     |     |
| Stephen Keshi   |    |                  |  |     |     |

| BOSNIE-HERZÉGOVINE : |    |                    |  |     |    |
|                      |    |                    |  |     |    |
| Gardien de but       | 1  | Asmir Begović      |  |     |    |
|                      | 4  | Emir Spahić        |  |     |    |
|                      | 7  | Muhamed Bešić      |  |     |    |
|                      | 8  | Miralem Pjanić     |  |     |    |
|                      | 10 | Zvjezdan Misimović |  |     |    |
|                      | 11 | Edin Džeko         |  |     |    |
|                      | 13 | Mensur Mujdža      |  |     |    |
|                      | 15 | Toni Šunjić        |  |     |    |
|                      | 16 | Senad Lulić        |  | 58e |    |
|                      | 18 | Haris Medunjanin   |  | 64e | 6e |
|                      | 20 | Izet Hajrović      |  | 57e |    |
| Remplaçants :        |    |                    |  |     |    |
|                      | 14 | Tino-Sven Sušić    |  | 64e |    |
|                      | 9  | Vedad Ibišević     |  | 57e |    |
|                      | 23 | Sejad Salihović    |  | 58e |    |
| Sélectionneur :      |    |                    |  |     |    |
| Safet Sušić          |    |                    |  |     |    |

| Assistants : Jan Hintz Mark Rule Quatrième arbitre : Roberto Moreno Cinquième arbitre : Eric Boria Homme du Match : Peter Odemwingie |

#### Bosnie-Herzégovine - Iran
| Match 44                                                 | Bosnie-Herzégovine                                         | 3 - 1   | Iran                    | Itaipava Arena Fonte Nova, Salvador de Bahia                                   |                                                                                |
| 25 juin 2014 · 13:00 (UTC-3) · Historique des rencontres | Edin Džeko 23e · Miralem Pjanić 59e · Avdija Vršajević 83e | (1 - 0) | 82e Reza Ghoochannejhad | Spectateurs : 48 011 · Arbitrage : Carlos Velasco Carballo · Photos du match · | Spectateurs : 48 011 · Arbitrage : Carlos Velasco Carballo · Photos du match · |
| 25 juin 2014 · 13:00 (UTC-3) · Historique des rencontres | rapport                                                    |         |                         | Spectateurs : 48 011 · Arbitrage : Carlos Velasco Carballo · Photos du match · | Spectateurs : 48 011 · Arbitrage : Carlos Velasco Carballo · Photos du match · |

| Bosnie-Herzégovine | Iran |

| BOSNIE-HERZÉGOVINE : |    |                  |  |     |     |
|                      |    |                  |  |     |     |
| Gardien de but       | 1  | Asmir Begović    |  |     |     |
|                      | 2  | Avdija Vršajević |  |     |     |
|                      | 4  | Emir Spahić      |  |     |     |
|                      | 5  | Sead Kolašinac   |  |     |     |
|                      | 7  | Muhamed Bešić    |  |     | 77e |
|                      | 8  | Miralem Pjanić   |  |     |     |
|                      | 9  | Vedad Ibišević   |  |     |     |
|                      | 11 | Edin Džeko       |  | 84e |     |
|                      | 14 | Tino-Sven Sušić  |  | 79e |     |
|                      | 15 | Toni Šunjić      |  |     |     |
|                      | 21 | Anel Hadžić      |  | 61e |     |
| Remplaçants :        |    |                  |  |     |     |
|                      | 19 | Edin Višća       |  | 84e |     |
|                      | 6  | Ognjen Vranješ   |  | 61e |     |
|                      | 23 | Sejad Salihović  |  | 79e |     |
| Sélectionneur :      |    |                  |  |     |     |
| Safet Sušić          |    |                  |  |     |     |

| IRAN :          |    |                     |  |     |     |
|                 |    |                     |  |     |     |
| Gardien de but  | 12 | Alireza Haghighi    |  |     |     |
|                 | 3  | Ehsan Hajsafi       |  | 63e |     |
|                 | 4  | Jalal Hosseini      |  |     |     |
|                 | 5  | Amir Hossein Sadeqi |  |     |     |
|                 | 6  | Javad Nekounam      |  |     |     |
|                 | 7  | Masoud Shojaei      |  | 46e |     |
|                 | 14 | Andranik Teymourian |  |     |     |
|                 | 15 | Pejman Montazeri    |  |     |     |
|                 | 16 | Reza Ghoochannejhad |  |     |     |
|                 | 21 | Ashkan Dejagah      |  | 68e |     |
|                 | 23 | Mehrdad Pooladi     |  |     |     |
| Remplaçants :   |    |                     |  |     |     |
|                 | 10 | Karim Ansarifard    |  | 68e | 88e |
|                 | 9  | Alireza Jahanbakhsh |  | 63e |     |
|                 | 2  | Khosro Heydari      |  | 46e |     |
| Sélectionneur : |    |                     |  |     |     |
| Carlos Queiroz  |    |                     |  |     |     |

| Assistants : Roberto Alonso Juan Carlos Yuste Quatrième arbitre : Enrique Osses Cinquième arbitre : Carlos Astroza Homme du Match : Edin Džeko |

## Statistiques

### Temps de jeu
| Joueur             |          |          |          | TT       | But inscrit | MJ       | MT       | Légende |
| ------------------ | -------- | -------- | -------- | -------- | ----------- | -------- | -------- | --- |
| Gardiens           | Gardiens | Gardiens | Gardiens | Gardiens | Gardiens    | Gardiens | Gardiens | Abréviations et symboles : · TT : Total de minutes jouées · MJ : Nombre de matchs joués · MT : Matchs joués en tant que titulaire · : but · : joueur entré · : joueur remplacé · : capitaine · : carton jaune · : carton rouge |
| Asmir Begović      |          |          |          |          |             |          |          | Abréviations et symboles : · TT : Total de minutes jouées · MJ : Nombre de matchs joués · MT : Matchs joués en tant que titulaire · : but · : joueur entré · : joueur remplacé · : capitaine · : carton jaune · : carton rouge |
| Asmir Avdukić      |          |          |          |          |             |          |          | Abréviations et symboles : · TT : Total de minutes jouées · MJ : Nombre de matchs joués · MT : Matchs joués en tant que titulaire · : but · : joueur entré · : joueur remplacé · : capitaine · : carton jaune · : carton rouge |
| Jasmin Fejzić      |          |          |          |          |             |          |          | Abréviations et symboles : · TT : Total de minutes jouées · MJ : Nombre de matchs joués · MT : Matchs joués en tant que titulaire · : but · : joueur entré · : joueur remplacé · : capitaine · : carton jaune · : carton rouge |
| Défenseurs         |          |          |          |          |             |          |          | Abréviations et symboles : · TT : Total de minutes jouées · MJ : Nombre de matchs joués · MT : Matchs joués en tant que titulaire · : but · : joueur entré · : joueur remplacé · : capitaine · : carton jaune · : carton rouge |
| Emir Spahić        |          |          |          |          |             |          |          | Abréviations et symboles : · TT : Total de minutes jouées · MJ : Nombre de matchs joués · MT : Matchs joués en tant que titulaire · : but · : joueur entré · : joueur remplacé · : capitaine · : carton jaune · : carton rouge |
| Mensur Mujdža      |          |          |          |          |             |          |          | Abréviations et symboles : · TT : Total de minutes jouées · MJ : Nombre de matchs joués · MT : Matchs joués en tant que titulaire · : but · : joueur entré · : joueur remplacé · : capitaine · : carton jaune · : carton rouge |
| Avdija Vršajević   |          |          |          |          |             |          |          | Abréviations et symboles : · TT : Total de minutes jouées · MJ : Nombre de matchs joués · MT : Matchs joués en tant que titulaire · : but · : joueur entré · : joueur remplacé · : capitaine · : carton jaune · : carton rouge |
| Ognjen Vranješ     |          |          |          |          |             |          |          | Abréviations et symboles : · TT : Total de minutes jouées · MJ : Nombre de matchs joués · MT : Matchs joués en tant que titulaire · : but · : joueur entré · : joueur remplacé · : capitaine · : carton jaune · : carton rouge |
| Ermin Bičakčić     |          |          |          |          |             |          |          | Abréviations et symboles : · TT : Total de minutes jouées · MJ : Nombre de matchs joués · MT : Matchs joués en tant que titulaire · : but · : joueur entré · : joueur remplacé · : capitaine · : carton jaune · : carton rouge |
| Toni Šunjić        |          |          |          |          |             |          |          | Abréviations et symboles : · TT : Total de minutes jouées · MJ : Nombre de matchs joués · MT : Matchs joués en tant que titulaire · : but · : joueur entré · : joueur remplacé · : capitaine · : carton jaune · : carton rouge |
| Sead Kolašinac     |          |          |          |          |             |          |          | Abréviations et symboles : · TT : Total de minutes jouées · MJ : Nombre de matchs joués · MT : Matchs joués en tant que titulaire · : but · : joueur entré · : joueur remplacé · : capitaine · : carton jaune · : carton rouge |
| Milieux            |          |          |          |          |             |          |          | Abréviations et symboles : · TT : Total de minutes jouées · MJ : Nombre de matchs joués · MT : Matchs joués en tant que titulaire · : but · : joueur entré · : joueur remplacé · : capitaine · : carton jaune · : carton rouge |
| Zvjezdan Misimović |          |          |          |          |             |          |          | Abréviations et symboles : · TT : Total de minutes jouées · MJ : Nombre de matchs joués · MT : Matchs joués en tant que titulaire · : but · : joueur entré · : joueur remplacé · : capitaine · : carton jaune · : carton rouge |
| Miralem Pjanić     |          |          |          |          |             |          |          | Abréviations et symboles : · TT : Total de minutes jouées · MJ : Nombre de matchs joués · MT : Matchs joués en tant que titulaire · : but · : joueur entré · : joueur remplacé · : capitaine · : carton jaune · : carton rouge |
| Senijad Ibričić    |          |          |          |          |             |          |          | Abréviations et symboles : · TT : Total de minutes jouées · MJ : Nombre de matchs joués · MT : Matchs joués en tant que titulaire · : but · : joueur entré · : joueur remplacé · : capitaine · : carton jaune · : carton rouge |
| Sejad Salihović    |          |          |          |          |             |          |          | Abréviations et symboles : · TT : Total de minutes jouées · MJ : Nombre de matchs joués · MT : Matchs joués en tant que titulaire · : but · : joueur entré · : joueur remplacé · : capitaine · : carton jaune · : carton rouge |
| Haris Medunjanin   |          |          |          |          |             |          |          | Abréviations et symboles : · TT : Total de minutes jouées · MJ : Nombre de matchs joués · MT : Matchs joués en tant que titulaire · : but · : joueur entré · : joueur remplacé · : capitaine · : carton jaune · : carton rouge |
| Senad Lulić        |          |          |          |          |             |          |          | Abréviations et symboles : · TT : Total de minutes jouées · MJ : Nombre de matchs joués · MT : Matchs joués en tant que titulaire · : but · : joueur entré · : joueur remplacé · : capitaine · : carton jaune · : carton rouge |
| Muhamed Bešić      |          |          |          |          |             |          |          | Abréviations et symboles : · TT : Total de minutes jouées · MJ : Nombre de matchs joués · MT : Matchs joués en tant que titulaire · : but · : joueur entré · : joueur remplacé · : capitaine · : carton jaune · : carton rouge |
| Anel Hadžić        |          |          |          |          |             |          |          | Abréviations et symboles : · TT : Total de minutes jouées · MJ : Nombre de matchs joués · MT : Matchs joués en tant que titulaire · : but · : joueur entré · : joueur remplacé · : capitaine · : carton jaune · : carton rouge |
| Izet Hajrović      |          |          |          |          |             |          |          | Abréviations et symboles : · TT : Total de minutes jouées · MJ : Nombre de matchs joués · MT : Matchs joués en tant que titulaire · : but · : joueur entré · : joueur remplacé · : capitaine · : carton jaune · : carton rouge |
| Tino-Sven Sušić    |          |          |          |          |             |          |          | Abréviations et symboles : · TT : Total de minutes jouées · MJ : Nombre de matchs joués · MT : Matchs joués en tant que titulaire · : but · : joueur entré · : joueur remplacé · : capitaine · : carton jaune · : carton rouge |
| Attaquants         |          |          |          |          |             |          |          | Abréviations et symboles : · TT : Total de minutes jouées · MJ : Nombre de matchs joués · MT : Matchs joués en tant que titulaire · : but · : joueur entré · : joueur remplacé · : capitaine · : carton jaune · : carton rouge |
| Edin Džeko         |          |          |          |          |             |          |          | Abréviations et symboles : · TT : Total de minutes jouées · MJ : Nombre de matchs joués · MT : Matchs joués en tant que titulaire · : but · : joueur entré · : joueur remplacé · : capitaine · : carton jaune · : carton rouge |
| Vedad Ibišević     |          |          |          |          |             |          |          | Abréviations et symboles : · TT : Total de minutes jouées · MJ : Nombre de matchs joués · MT : Matchs joués en tant que titulaire · : but · : joueur entré · : joueur remplacé · : capitaine · : carton jaune · : carton rouge |
| Edin Višća         |          |          |          |          |             |          |          | Abréviations et symboles : · TT : Total de minutes jouées · MJ : Nombre de matchs joués · MT : Matchs joués en tant que titulaire · : but · : joueur entré · : joueur remplacé · : capitaine · : carton jaune · : carton rouge |

| Buts | Joueurs | Adversaires |
| ---- | ------- | ----------- |
|      |         |             |
|      |         |             |

| Buts | Joueurs | Adversaires |
| ---- | ------- | ----------- |
|      |         |             |
|      |         |             |